# 伊藤永夏
伊藤 永夏（いとう ひさか、1993年8月25日 - ）は、ライムライト所属のフリーアナウンサー。元さくらんぼテレビ（SAY）のアナウンサー。元NHK山形放送局契約キャスター。

## 来歴・人物
秋田県秋田市出身。秋田北高校卒業。山形大学地域教育文化学部食環境デザインコース（当時）を卒業後、NHK山形放送局に契約キャスターとして入局。2016年11月に同局を退局。
2016年12月にさくらんぼテレビに入社。2020年9月末に同社を退社し、フリーアナウンサーとして活躍している。2022年4月1日より、東日本放送 突撃!ナマイキTV内の｢デパスパ一番乗り｣の金曜日を担当している。
趣味はピアノ、ジグソーパズル。特技はソフトテニス、縄跳び。
先述の通り、同学部に通い、実際に栄養士の国家資格と教員免許を取得しているが、高校2年生の時に東日本大震災を経験したことをきっかけに「伝える」仕事、放送業界に身を置きたいという熱い思いが芽生えていたという。

## 過去の出演番組
NHK山形放送局時代
- やまモリ![1]

さくらんぼテレビ時代
- さくらんぼテレビ みんなのニュース
- さくらんぼテレビ プライムニュース
- さくらんぼテレビ Live News - キャスター（2019年9月30日 - 2020年3月27日）
- 昼ドキ!TV やまがたチョイす - MC（2017年1月7日 - 2020年9月26日）